# Leptodactylus fragilis
Leptodactylus fragilis – gatunek płaza bezogonowego z rodziny świstkowatych (Leptodactylidae). Występuje od dolnej doliny Rio Grande w południowym Teksasie na skrajnym południu Stanów Zjednoczonych, przez Meksyk i Amerykę Centralną, po Kolumbię i Wenezuelę.

## Wygląd zewnętrzny
Dorosłe osobniki osiągają niewielkie rozmiary. Głowa zwierzęcia jest długa, kończyny tylne są umiarkowanie długie. Męskie worki głosowe są szerokie i mają barwę od lekko szarej i nakrapianej do ciemnej. Osobniki męskie mają pysk łopatkowaty w przeciwieństwie do osobników żeńskich, których pysk jest zaokrąglony. Mają barwę szaro-brązową z brązowymi lub czarnymi plamami. Wzdłuż górnej wargi biegnie charakterystyczny biały pasek. Osiągają rozmiary do 3,5 cm długości.

## Środowisko życia
Gatunek jest rozpowszechniony w obrębie zasięgu i występuje w wielu środowiskach takich jak: sawanny, łąki, półpustynie, a także na otwartych suchych i wilgotnych siedliskach, na nizinach i w górskich lasach tropikalnych. Często bytuje w pobliżu wody.

## Zachowanie i reprodukcja
Prowadzi nocny tryb życia i jest mięsożerny. W upalne dni zakopuje się w ziemi i dopiero nocą wychodzi na zewnątrz, by się pożywić.